# Fédon’s Rebellion
Fédon’s Rebellion (2. März 1795 – 19. Juni 1796) war ein Aufstand gegen die britische Herrschaft in Grenada. Er ist nach Julien Fédon, einem der Anführer, benannt.

## Geschichte
Julien Fédon war ein freier, französischsprachiger, „gemischt-rassiger“ Plantagenbesitzer im gebirgigen Inland der Insel. Seine Mitkämpfer waren weitere freie, französischsprachige Bewohner Grenadas und eine schnell wachsende Zahl von Sklaven. Motiviert waren sie durch ihre schlechte Behandlung seitens der britischen Kolonialmacht, inspiriert waren sie von den Idealen der Französischen Revolution. Anfangs kämpften etwa 6000 Sklaven auf Seiten der Rebellen, im Laufe der Rebellion schlossen sich weitere an. Bemerkenswert ist, dass Sklaven auf beiden Seiten fochten, gegen und für die Briten, und dass auch etwa 600 Weiße mit den Rebellen kämpften. Sklavenbefreiung wird in den Proklamationen der Rebellen nicht als vordringliches Ziel genannt, und als regelrechten Sklavenaufstand kann man die Rebellion insofern nicht bezeichnen, auch wenn die Befreiung der Sklaven ein mögliches Ergebnis hätte sein können.
Unter der Führung von Fédon und ermutigt von Anführern der Französischen Revolution in Guadeloupe, errangen die Rebellen die Kontrolle über den Großteil der Insel, wobei die Hauptstadt St. George’s nie unter die Kontrolle der Rebellen kam. Die Rebellion wurde letztlich durch eine Militärexpedition unter der Führung von General Ralph Abercromby niedergeschlagen. Dazu wurden 6000 britische Soldaten eingesetzt. 50 gefangene Rebellen wurden hingerichtet. Das Schicksal Julien Fédons ist unbekannt.